# Jacqueline Mulot
Jacqueline Mulot (née Laudré le 2 août 1910 à Saint-Cloud et morte le 9 avril 2007 à Chaumes-en-Brie) est une athlète française, spécialiste des courses des courses de haies, du saut en hauteur et du saut en longueur.

## Biographie
Elle est sacrée championne de France du 80 mètres haies en 1932, 1933, 1934 et 1943, du saut en hauteur en 1930, 1933 et 1934, et du saut en longueur en 1932 et 1934.
Elle est la sœur cadette de Lucienne Laudré-Viel, détentrice de plusieurs titres de championne de France au saut en hauteur et au saut en longueur.
En 1933, elle établit un nouveau record de France du saut en hauteur avec 1,52 m.